# Stina Hofgård Nilsen
Stina Hofgård Nilsen (Bergen, 24 settembre 1979) è un'ex sciatrice alpina norvegese.

## Biografia
Gigantista pura attiva in gare FIS dal febbraio del 1995, Stina Hofgård Nilsen esordì in Coppa Europa il 21 gennaio 1997 a Bischofswiesen, senza completare la prima manche, e in Coppa del Mondo il 28 febbraio 1999 a Åre, senza qualificarsi per la seconda manche. Il 10 febbraio 2000 ad Abetone colse il suo primo podio in Coppa Europa (2ª) e il 14 marzo successivo la sua unica vittoria, a Ischgl. Nel 2001 salì per l'ultima volta sul podio in Coppa Europa, il 17 gennaio a Davos (2ª), e debuttò ai Campionati mondiali in occasione della rassegna iridata di Sankt Anton am Arlberg, senza concludere la prova.
La Nilsen raggiunse l'apice della sua carriera nella stagione 2001-2002, quando ottenne i suoi tre podi in Coppa del Mondo: il primo fu il 3º posto del 4 gennaio a Maribor, l'ultimo, nonché sua unica vittoria, il 27 gennaio a Cortina d'Ampezzo. Prese inoltre parte alla sua unica rassegna olimpica, Salt Lake City 2002, senza concludere la prova. Partecipò ancora ai Mondiali di Sankt Moritz 2003, senza terminare la prima manche, e si ritirò dalle competizioni al termine della stagione 2003-2004: disputò la sua ultima gara in Coppa del Mondo il 22 febbraio a Åre, senza qualificarsi, e si congedò dal Circo bianco il 20 marzo a Hafjell, in occasione dei Campionati norvegesi 2004 (5ª).

## Palmarès

### Coppa del Mondo
- Miglior piazzamento in classifica generale: 27ª nel 2002
- 3 podi (tutti in slalom gigante):
  - 1 vittoria
  - 1 secondo posto
  - 1 terzo posto

#### Coppa del Mondo - vittorie
| Data            | Località          | Paese  | Specialità |
| --------------- | ----------------- | ------ | ---------- |
| 27 gennaio 2002 | Cortina d'Ampezzo | Italia | GS         |

Legenda:

GS = slalom gigante

### Coppa Europa
- Miglior piazzamento in classifica generale: 18ª nel 2000
- 6 podi:
  - 1 vittoria
  - 5 secondi posti

#### Coppa Europa - vittorie
| Data          | Località | Paese   | Specialità |
| ------------- | -------- | ------- | ---------- |
| 14 marzo 2000 | Ischgl   | Austria | GS         |

Legenda:

GS = slalom gigante

### Nor-Am Cup
- Miglior piazzamento in classifica generale: 57ª nel 2001
- 1 podio:
  - 1 secondo posto

### Campionati norvegesi
- 3 medaglie[1]:
  - 3 argenti (slalom gigante nel 2002; supergigante, slalom gigante nel 2003)